# Todhills (Durham)
Todhills – wieś w Anglii, w hrabstwie Durham. Leży 11 km na południowy zachód od miasta Durham i 369 km na północ od Londynu.